# عدسة لاصقة

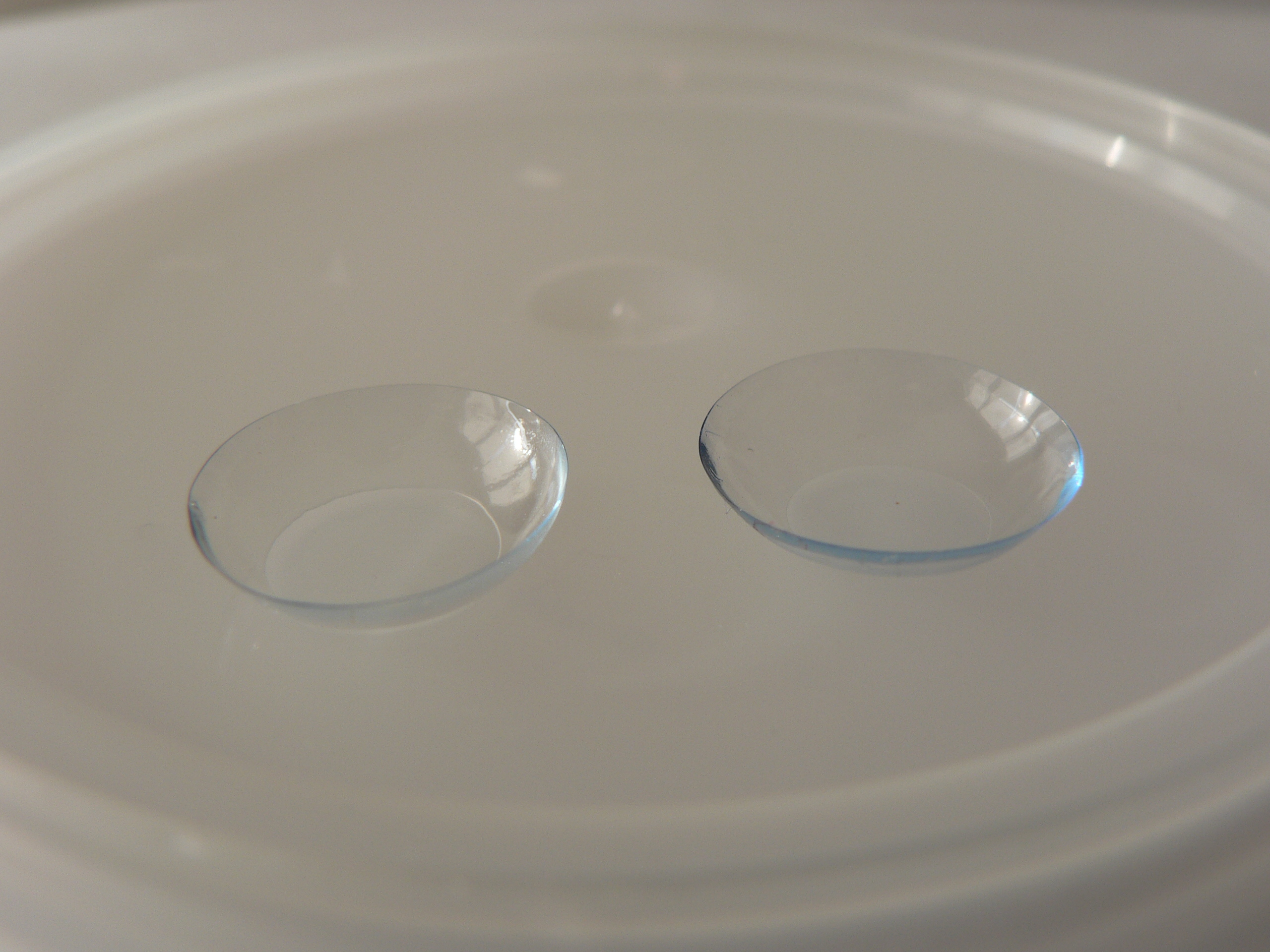
زوج عدسات لاصقة قبل وضعهما في العين

عدسات لاصقة (وتسمى للسهولة بـ عدسات) هي عدسات طبية، تجميلية أو لتصحيح البصر طالما ما توضع على قرنية العين.
العدسات اللاصقة عادةً ما تخدم نفس هدف النظارات الطبية، وهي تقدم رؤية أفضل من النظارات الطبية خصوصًا مع الدرجات العالية من قصر النظر أو طول النظر والغير مصحوبة بالأستجماتيزم وهي في هذا شبيهة بالليزك إلا أنها مؤقتة المفعول بعكس الليزك ذى المفعول الدائم. وتمتاز بأنها خفيفة وغير مرئية - أغلب العدسات التجارية تكون مظللة بالأزرق الفاتح الشفاف لكي يجعلوها أكثر مرئية عندما يتم غمسها في محاليل التنظيف والخزن. العدسات التجميلية تكون ملونة عن قصد لتغيير شكل العين.

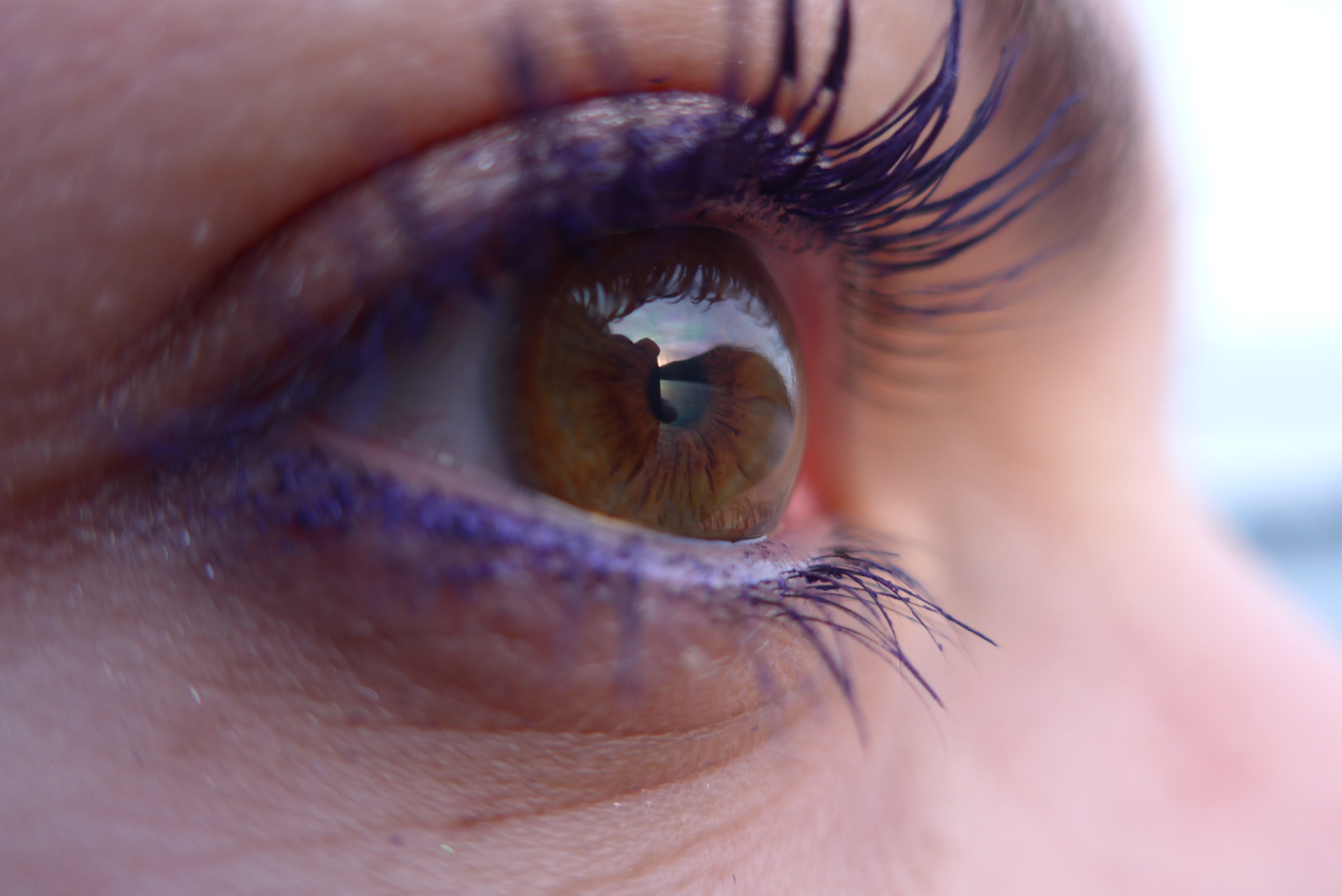
صورة لعينٍ بها عدسة لاصقة

بالمقارنة مع النظارات، العدسات اللاصقة أقل تأثرا بالطقس الرطب، لا تعتم بالبخار، وتوفر مجال أوسع للرؤية. فهي أكثر ملاءمة لعدد من الأنشطة الرياضية. بالإضافة إلى ذلك، أمراض العيون مثل القرنية المخروطية keratoconus وتفاوت الصورتين aniseikonia قد لا يكون تصحيحها بنفس الدقة مع النظارات.
بعض العدسات الآن لها سطح علاجي للحماية من الأشعة فوق البنفسجية للحد من أضرار هذه الأشعة على عدسة العين الطبيعية.
لقد تم تقدير عدد مستخدمي العدسات اللاصقة في العالم. والتقدير نص على أن 125 مليون شخص يستخدمونهم حول العالم. حوالي 28 إلى 38 مليون مستخدم في الولايات المتحدة و13 مليون في اليابان. نوع العدسات المستخدمة يختلف بين الدول، حيث أن العدسات الصلبة تشكل 20% من العدسات اللاصقة الموصوفة في اليابان الآن وفي هولندا وألمانيا ولكن اقل من 5% في الدول الإسكندنافية.

## أنواع العدسات
تصنف العدسات اللاصقة تعباً لعدد من التصنيفات: استخداماتها، ومواد تصنيعها، ومدة ارتدائها.

### تصنيفات العدسات اللاصقة بناءاً على استخداماتها

#### 1. العدسات التصحيحية

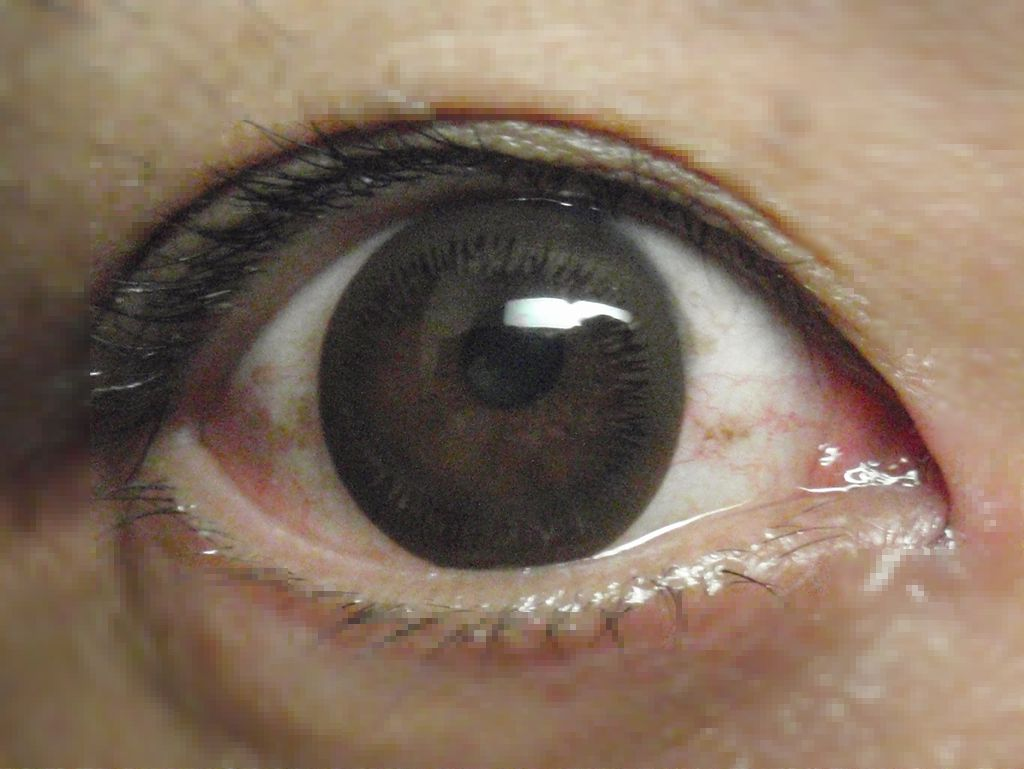
عدسة ملونة من العدسات اللاصقة التجميلية

هي العدسات التي تستخدم لتصحيح خطأ الانكسار الضوئي في العين (مما يؤدي لقصر أو طول النظر)، أو التي تستخدم لتوحيد لون العيون بدون أن يكون بها غاياتٍ تصحيحة لقوة البصر.

#### 2. العدسات التجميلية (العدسات الملونة)
هي العدسات التي يقصد من ارتدائها تغيير لون العيون لأغراض جمالية

#### 3. العدسات التصحيحة اللينة
هي العدسات المستخدمة لعلاج علل العين غير تلك المتعلقة بأخطاء الانكسار.

#### 4.العدسات الصُلْبِيَّة
هي عدسات توضع على صُلْبَة العين لتصحيح أنواع معينة من اختلال الرؤية وعلل العين وتثبت على صُلْبَة العين (بيضاها).

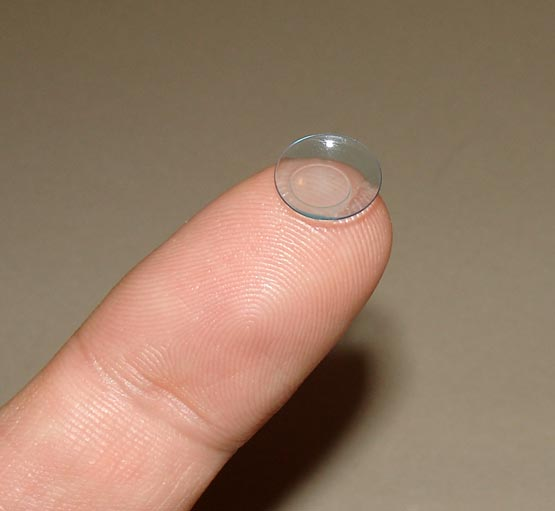
عدسة صلبة نافذة للغاز مستخدمة لمداراة القرنية المخروطية

### تصنيفات العدسات اللاصقة بناءاً على المواد الداخلة بتصنيعها

#### 1. العدسات الصلبة
وهي عدسات تصنع من الزجاج وهي غير نافذة للغاز (لا تسمح بمرور الأكسجين إلى العين عبر القرنية). بدءاً من عقد 1970، تحول الإنتاج إلى العدسات الصلبة النافذة للغاز التي تسمح بتروية العين بالأكسجين عبر القرنية.

#### 2. العدسات اللينة
تكون العدسات اللينة، كما يحي اسمها، أكثر ليناً من العدسات الصلبة حيث يمكن طويها من دون أن تكسر أو تتضرر. وعلى النقيض من العدسات الصلبة، فاللينة لا تتطلب وقتاً للتأقلم معها ولا يتضايق منها مرتدوها أو يشعرون باللأم مقارنة بالصلبة. تصنع العدسات اللينة من مواد لينة كالسيليكون والهايدروجيل.

#### 3. العدسات الهجينة
ينتج عددٍ محدود من الأصناف المسماة العدسات الهجينة (بالإنجليزية: hybrid lenses) وهي عدسات ذات مركز صلب (كالعدسات الصلبة أعلاه) وجوانب لينة (كالعدسات اللينة). وتجمع هذه العدسات بين ايجابيات كلا النوعين السابقين.

### تصنيفات العدسات اللاصقة بناءاً على جدول ارتدائها
يمكن تصنيف العدسات بناءاً على جدول اوقات ارتدائها. كأن توضع العدسة لنهارٍ واحد، أو لأسبوع أو أكثر ومن ثم ينبغي تنظيفها قبل إعادة ارتدائها. ويمكن تصنيف العدسات اللاصقة أيضاً بناءاً على جدول تبديلها (فمنها ما يجب التخلص منه يومياً، أو أسبوعياً أو أكثر).

## الآثار الجانبية
تؤثر المضاعفات على ما يقرب من 5 ٪ من مرتديها من كل عام. وغالباً ما ترتبط بالارتداء المفرط لها، ولا سيما بين عشية وضحاها. المشاكل المرتبطة بارتداء العدسات اللاصقة يمكن أن تؤثر على الجفن والملتحمة، ومختلف طبقات القرنية، وحتى غشاوة الدموع التي تغطي السطح الخارجي للعين.
الدراسات التي أجريت على الآثار الجانبية من المدى الطويل ارتداء العدسات اللاصقة، أي ما يزيد على 5 سنوات، مثل Zuguo ليو وآخرون، 2000، تخلص إلى أن "على المدى الطويل ارتداء العدسات اللاصقة يظهر تقليل سماكة القرنية بأكملها وزيادة انحناء القرنية وعدم انتظام السطح. "
من ضمن المضاعفات
1. كشط القرنية
2. تآكل القرنية
3. قرحة القرنية
4. العدوى والتهاب القرنية

## الاستخدام

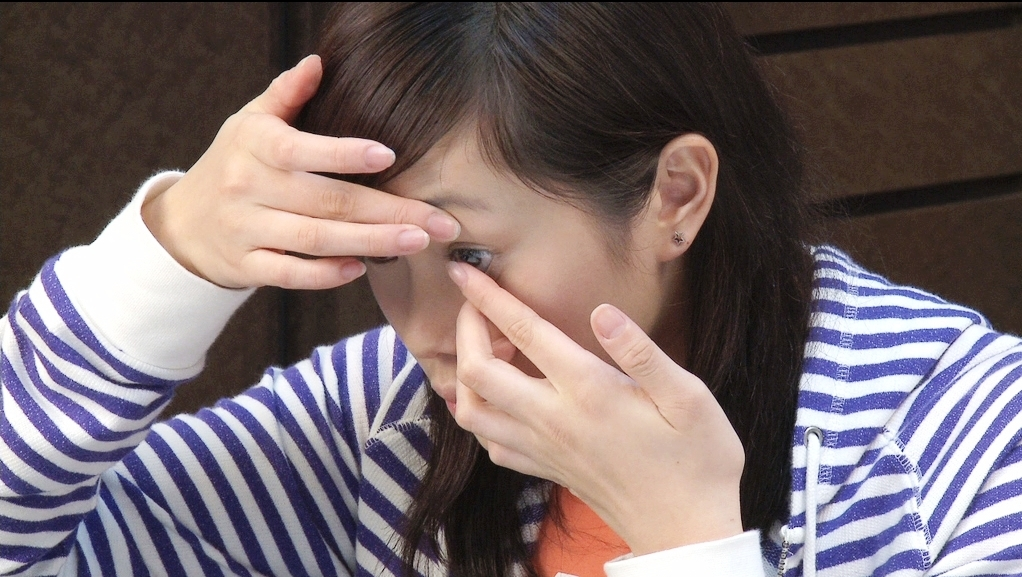
إحدى طرق وضع العدسات اللاصقة

قبل لمس العدسات اللاصقة أو العيون، فمن المهم تماما غسل وشطف اليدين بالصابون الذي لا يحتوي على مرطبات أو مسببات الحساسية مثل العطور. وينبغي أن لا يكون الصابون مضاداً للبكتيريا لإمكانية تدمير البكتيريا الطبيعية الموجودة في العين. هذه البكتيريا تحمى من استعمار البكتيريا المسببة للأمراض القرنية.
كما يجب عدم النوم بالعدسات اللاصقة وتجنب مشاركتها مع شخص آخر لتجنب العدوى بأي أمراض قد تتسبب للعين .

## وصلات خارجية
- جمعية العدسات اللاصقة البريطانية
- صفحة معلومات العدسات اللاصقة من إدارة الغذاء والدواء الأمريكية
- فيديو يوضح كيفية وضع العدسات الاصقة على يوتيوب